# 马克·哈里斯 (足球运动员)
马克·哈里斯（英語：Mark Harris，1998年12月29日—），威尔士男子足球运动员，场上位置是前锋。他曾代表威尔士代表队参加2022年国际足联世界杯，结果队伍止步小组赛阶段。